# Словацький медичний університет
Словацький медичний університет у Братиславі — вищий державний навчальний заклад у Братиславі.

## Історія
Університет заснований у 1953 році як Словацька академії післядипломної медичної освіти. Від 25 червня 2002 року існує за теперішньою назвою. Єдиний вищий державний навчальний заклад медичного профілю у Словаччині, який забезпечує підготовку медиків за всіма трьома рівнями (бакалавр, магістр, доктор). Має кілька філіалів у містах Словаччини.
Ректор — професор, доктор медичних наук Петер Шимко. 

## Факультети
Словацький медичний університет має чотири факультети:
- Медичний факультет
- Факультету медсестринства і медичних спеціалізованих досліджень
- Факультет охорони громадського здоров'я
- Факультет охорони здоров'я, м. Банська Бистриця (від 2005 року)

## Партнери в Україні
- Тернопільський державний медичний університет імені І. Я. Горбачевського[2]
- Ужгородський національний університет[3]